# Giacomo Costa (artista)
Giacomo Costa (Firenze, 5 ottobre 1970) è un artista italiano, noto per la sua ricerca artistica sulla città e per l'uso delle tecnologie digitali nelle sue opere fotografiche.

## Biografia
Figlio del professore emerito di storia del diritto Pietro Costa e di Patricia Bulletti, mostra fin da piccolo scarso interesse per lo studio che abbandona dopo i primi anni del liceo classico per dedicarsi prima all'attività di motociclista e poi di alpinista.
Ed è proprio in montagna che inizia a coltivare il suo interesse per la fotografia. Tornato a Firenze nel 1994 incontra la critica Maria Luisa Frisa che lo introduce nel mondo dell'arte.
Inizia nel 1996 una collaborazione con il gallerista aretino Marsilio Margiacchi ma è nel 1998 che stringe un forte rapporto di collaborazione con il gallerista milanese Davide Faccioli di Photology che espone i suoi lavori in galleria a Milano e a Londra e in varie fiere internazionali a seguito delle quali inizia a collaborare anche con gallerie americane fra le quali Arthur Roger Gallery di New Orleans e Laurence Miller Gallery di New York.
Nel 1999 partecipa alla VIII Biennale Internazionale di Fotografia di Torino e alla XIII Quadriennale di Roma.
Sempre nel 1999 espone nella galleria bolognese di Lucio Dalla.
Nel 2000 viene invitato al Contemporary Art Center di New Orleans nella mostra Photography Now.
Nel 2002 inizia una collaborazione con Sergio Tossi di Firenze e nel 2003 inizia a lavorare con la galleria genovese Guidi&Schoen.
Nel 2004 viene nuovamente invitato dalla XIV Quadriennale all'anteprima torinese.
Nel 2006 inizia a collaborare con la galleria lussemburghese Clairefontaine e nello stesso anno incontra Elena Ochoa Foster che pubblica i suoi lavori sulla rivista CPhoto Magazine e successivamente lo invita alla X Biennale di Venezia dell'architettura.
Sempre nel 2006 Il Centre Pompidou espone un suo lavoro, che è entrato a far parte della collezione permanente del museo, nella mostra Les Peintres de la Vie Moderne.
Nel 2009 esce pubblicato da Damiani il volume "The Chronicles of Time" che raccoglie tutti i suoi lavori dal 1996 al 2008.
Il volume è introdotto da un testo dell'archistar Norman Foster e del critico italiano Luca Beatrice.
Nel 2009 viene invitato alla 53ª Biennale di Venezia.
Sempre nel 2009 partecipa al festival "FotoArtFestival" a Bielsko-Biała in Polonia e successivamente al Lucca Digital Photo Fest e al SIPF (Seoul International photography festival).
Nel 2021 espone alla 17ª Biennale di Venezia dell'architettura all'interno del Padiglione Italia.

## Arte
Attratto fin dagli inizi dalla possibilità di intervenire sulla realtà fotografata, trova la sua massima realizzazione nella scoperta delle possibilità di manipolazione che l'uso delle tecnologie digitali gli offrono.
Nel 1996 esordisce con la serie degli Agglomerati, semplici montaggi di immagini ottenute con Photoshop, ma è a partire dal 1999 che abbandona la fotografia tradizionale, seppur elaborata, per dedicarsi esclusivamente all'uso delle tecnologie 3D. Con questi nuovi strumenti, gli stessi usati per gli effetti speciali del cinema, crea immagini e scenari fotorealistici ma inesistenti, ponendo la sua ricerca a metà tra la pittura e la fotografia.
La sua riflessione parte da ciò che comunemente angoscia il mondo contemporaneo, i disastri naturali, le speculazioni, l'inquinamento, il devastante impatto ambientale dello sviluppo insostenibile, lo sfruttamento sconsiderato delle risorse naturali traducendo queste ed altre tematiche in immagini.
Le immagini di Giacomo Costa, come dice Norman Foster nell'introduzione al libro The Chronicles of Time, “…sono come le rovine di una civiltà perduta, che potrebbe essere la nostra. Grazie a questa potente visione, ci ricordano soprattutto la fragilità del nostro mondo artefatto e i presupposti civici che lo hanno sostenuto fino ad oggi.”

## Collaborazioni
Nel maggio del 2010 collabora con Irene Grandi nella sua tournée teatrale proiettando su maxi-schermi una selezione di opere rielaborate.
Ad ottobre del 2010 collabora con l'attore e regista Luca De Filippo progettando il sipario ed i fondali della commedia del padre, Eduardo De Filippo, 'Le bugie con le gambe lunghe'.
A giugno del 2011 viene invitato a creare l'immagine simbolo de 'l'estate fiorentina 2011'.
Nel 2012 esegue la scenografia de Il gioco dell'amore e del caso di Marivaux per la regia di Piero Maccarinelli e con i costumi del premio Oscar Gabriella Pescucci. Il cast è composto da Antonia Liskova, Fabrizia Sacchi, Paolo Briguglia, Francesco Montanari, Emanuele Salce e Sandro Mabellini e lo spettacolo debutta in prima nazionale a Firenze rappresentando la prima produzione della Fondazione Teatro della Pergola.

## Musei
Elenco dei musei che posseggono opere dell'artista:
- CACNO (Contemporary Arts Center of New Orleans), Stati Uniti
- Contemporary Arts Museum, Houston, Stati Uniti
- Centre Pompidou di Parigi, Francia
- Centro per l'arte contemporanea Luigi Pecci, Prato[21]